# Ladislav Burket
Ladislav Burket (22. října 1855, Stará Ľubovňa – 26. listopadu 1933, Písek) byl český odborný spisovatel, entomolog, spoluzakladatel a první ředitel lesnických škol v Písku.

## Životopis
Narodil se na Slovensku ve Staré Ľubovni, kde služebně působil jeho otec. Vystudoval gymnázium v Plzni a hospodářskou školu v Táboře. Později využil svých znalostí šesti jazyků k pokračování studia v cizině, konkrétně ovocnářství v Klosterneuburgu a vinařství ve Francii a Belgii. Jako kočovný zemědělský učitel poté působil v letech 1879–1883 na mnoha místech. Od roku 1883 byl pověřen reorganizací rolnické školy v Písku, kde se stal jejím ředitelem. Zanedlouho po jeho nástupu, od 1. října 1885, byl při této rolnické škole zahájen dvouletý český lesnický praktický i teoretický kurs s celkem 30 studenty. V roce 1888 byl organizován jako dvouletá česká revírnická škola, která byla v roce 1910 rozšířena na tříletou. K jejímu zrušení došlo v roce 1921. V listopadu 1899 byl rovněž otevřen první ročník českého Vyššího lesnického ústavu. Této škole bylo v roce 1921 s platností od 1. ledna 1928 odevzdáno cvičné polesí Hůrky s tehdejší rozlohou 672 ha. V letech 1912 až 1914 byla zřízena výzkumná stanice lesnická a v březnu 1913 založeno arboretum s 250 druhy dřevin. V letech 1907–1912 vydával Burket odborný časopis Les a lov.
Už v době jeho života byly oceněny nejen jeho zásluhy o rozvoj rolnické školy a zřízení lesnické školy v Písku, ale také jeho aktivita v městském zastupitelstvu, v odborných spolcích a činnost literární. Bylo mu uděleno čestné občanství královského města Písku a několika dalších českých obcí. Stal se rovněž rytířem řádu Františka Josefa.
Jeho jméno je v Písku trvale připomenuté, a to pojmenováním ulice v níž stojí historická budova tehdejší lesnické školy jako Burketova.
Ladislav Burket si v lesnické praxi rovněž všímal otázek ochrany lesů před chorobami a škůdci, zejména hmyzu. Byl autorem mnoha zemědělských a lesnických spisů a učebnic.